# Larva (község)
Larva egy község Spanyolországban, Jaén tartományban. Larva Quesada és Cabra del Santo Cristo községekkel határos. Lakosainak száma 436 fő (2024).

## Népesség
A település népessége az elmúlt években az alábbi módon változott:
| Lakosok száma | 516  | 497  | 478  | 478  | 495  | 488  | 486  | 472  | 459  | 436  |
|               | 2001 | 2004 | 2007 | 2009 | 2012 | 2014 | 2017 | 2019 | 2022 | 2024 |